# El Toro (Freizeitpark Plohn)
El Toro im Freizeitpark Plohn (Lengenfeld, Sachsen, Deutschland) ist eine Holzachterbahn des Herstellers Great Coasters International, die am 10. April 2009 eröffnet wurde. Die Kosten der Bahn in Höhe von 5,1 Millionen Euro wurden zum Teil über den Europäischen Fonds für regionale Entwicklung mitfinanziert.
Die 725 m lange Strecke erreicht eine Höhe von 28 m und besitzt einen 22 m hohen First Drop, auf dem der Zug eine Höchstgeschwindigkeit von ca. 75 km/h erreicht. Ebenso führt die Strecke durch zwei Tunnel, die unter einer Wildwasserbahn durchführen.
El Toro besitzt einen Zug vom Modell Millennium Flyer mit zwölf Wagen. In jedem Wagen können zwei Personen Platz nehmen.
Anfang 2010 wurde die Achterbahn vom Freundeskreis Kirmes und Freizeitparks e.V. mit dem Neuheitenpreis für besondere Verdienste und Leistungen der Schausteller- und Freizeitparkbranche „FKF-Award 2009“ ausgezeichnet.